# Orangenäbbad saltator
Orangenäbbad saltator (Saltator aurantiirostris) är en fågel i familjen tangaror inom ordningen tättingar.

## Utbredning och systematik
Orangenäbbad saltator delas in i sex underarter med följande utbredning:
- S. a. iteratus – Anderna i norra Peru (Cajamarca, Amazonas, La Libertad och Ancash)
- S. a. albociliaris – Anderna i Peru (Ancash och Huánuco) till norra Chile (Arica)
- S. a. hellmayri – Anderna i Bolivia (La Paz och Cochabamba till Potosí och norra Tarija)
- S. a. aurantiirostris – södra Bolivia till Paraguay, Uruguay, södra Brasilien och norra Argentina
- S. a. parkesi – södra Brasilien till Uruguay och nordöstra Argentina
- S. a. nasica – västra delen av centrala Argentina (La Rioja, Mendoza och västra La Pampa)

### Familjetillhörighet
Tidigare placerades Saltator i familjen kardinaler. DNA-studier visar dock att de tillhör tangarorna.

## Status
Arten har ett stort utbredningsområde och internationella naturvårdsunionen IUCN kategoriserar arten som livskraftig. Beståndsutvecklingen är dock oklar.